# Paractiornis perpusillus
Paractiornis perpusillus — викопний вид сивкоподібних птахів родини куликосорокових (Haematopodidae). Вид існував у ранньому міоцені (23-21 млн років тому) в Північній Америці. Скам'янілі рештки знайдені у відкладеннях формації Марсленд у штаті Небраска, США. Описаний по голотипу MCZ 2191 (ліва цівка).